# Urera flamigniana
Urera flamigniana är en nässelväxtart som beskrevs av Jacques Ernest Joseph Lambinon. Urera flamigniana ingår i släktet Urera och familjen nässelväxter. Inga underarter finns listade i Catalogue of Life.